# Slaget ved Dybbøl (april 1849)
 For alternative betydninger, se Slaget ved Dybbøl. (Se også artikler, som begynder med Slaget ved Dybbøl)
Slaget ved Dybbøl i april 1849 var et slag i Treårskrigen mellem danske tropper og en tysk styrke på 11.000 mand, som forgæves forsøgte at sætte over til Als. Slaget beskrives af og til som slaget, eller kampene, ved Sundeved.

## Baggrund
Efter at våbenstilstanden mellem de stridende parter ophørte den 3. april ønskede man fra dansk side at udnytte den absolutte overlegenhed på havet til et flådeangreb på Eckernförde. Dette blev indledt den 5. april men endte i en katastrofe hvor to skibe gik tabt. Tabet ændrede ikke på Danmarks totale kontrol over Østersøen, men nederlaget betød et voldsomt slag mod den optimistiske stemning, der havde rådet ved krigens genoptagelse. Tilsvarende styrkede denne sejr slesvig-holstenernes tro på de militære muligheder af et opgør med de danske styrker. Initiativet var således på tysk side og den danske hær i Slesvig under general Rye trak sig tilbage nord for Kongeåen. Længere mod syd havde den danske styrke på Als den 3. april erobret Dybbølstillingen.

## Slaget
Beskrivelser af slaget er ret sparsomme. Den 13. april 1849 mødtes danske tropper og en tysk styrke på på 11.000 mand fra Bayern, Sachsen og Hannover i et slag ved Dybbøl, hvorunder tyskerne bombarderede Dybbøl Banke med den konsekvens at Dybbøl Mølle blev ramt og nedbrændte. Dybbølstillingen blev samme dag opgivet af danskerne men det tyske forsøg på at sætte over til Als mislykkedes ligeledes.

## Efterspil
Den 23. april mislykkedes et forsøg på at fordrive den slesvig-holstenske hær fra Kolding. De danske tropper måtte gå tilbage mod nord og de tyske rigstropper rykkede i begyndelsen af maj ind i Nørrejylland. På dette tidspunkt stod en stor del af den danske hær på Als. På den anden side af Alssund stod snart 20.000 tyske rigstropper, mens andre dele af den tyske hær fulgte efter Ryes styrker og den slesvig-holstenske hær på ca. 16.000 mand indesluttede Fredericia.
Det lykkedes Rye at slippe fra sine forfølgere og, af søvejen, blive transporteret til Fyn og Fredericia, der også modtog forstærkning fra tropperne på Als. De tyske styrker var nu spredt i Jylland, foran Fredericia og i Sundeved, og det muliggjorde det heldige udfald fra Fredericia natten mellem den 5. og 6. juli 1849.

## Mindesmærker
På Dybbøl kirkegård findes flere grave fra både krigen 1848-51 og krigen 1864. Blandt andet findes to gravsten med henholdsvis syv og fem navne på tyske soldater som faldt i slaget d. 13 april 1849, og som har fået gravsted på kirkegården.